# Мушеніца (комуна)
Мушеніца (рум. Mușenița) — комуна у повіті Сучава в Румунії. До складу комуни входять такі села (дані про населення за 2002 рік):
- Байнец (375 осіб)
- Бенчешть (132 особи)
- Вешкеуць (661 особа)
- Вікшань (248 осіб)
- Клімеуць (515 осіб)
- Мушеніца (309 осіб)

Комуна розташована на відстані 392 км на північ від Бухареста, 40 км на північний захід від Сучави, 149 км на північний захід від Ясс.

## Історія
В процесі румунізації при переписі 1930 року «не знайшли» українців і росіян у комуні. Триває процес асиміляції і зараз — перепис 2011 року засвідчив лише 4,54% українців.

## Населення
За даними перепису населення 2002 року у комуні проживали 2240 осіб.
Національний склад населення комуни:
| Національність   | Кількість осіб | Відсоток |
| ---------------- | -------------- | -------- |
| румуни           | 1406           | 62,8%    |
| росіяни-липовани | 484            | 21,6%    |
| українці         | 250            | 11,2%    |
| поляки           | 94             | 4,2%     |
| німці            | 5              | 0,2%     |
| угорці           | 1              | < 0,1%   |

Рідною мовою назвали:
| Мова       | Кількість осіб | Відсоток |
| ---------- | -------------- | -------- |
| румунська  | 1439           | 64,2%    |
| російська  | 481            | 21,5%    |
| українська | 231            | 10,3%    |
| польська   | 87             | 3,9%     |
| німецька   | 2              | 0,1%     |

Склад населення комуни за віросповіданням:
| Релігія        | Кількість осіб | Відсоток |
| -------------- | -------------- | -------- |
| православні    | 1534           | 68,5%    |
| старообрядці   | 480            | 21,4%    |
| римо-католики  | 137            | 6,1%     |
| п'ятдесятники  | 44             | 2,0%     |
| греко-католики | 23             | 1,0%     |
| бретрени       | 16             | 0,7%     |
| адвентисти     | 3              | 0,1%     |
| не релігійні   | 2              | 0,1%     |
| баптисти       | 1              | < 0,1%   |